# Stephen Dillane

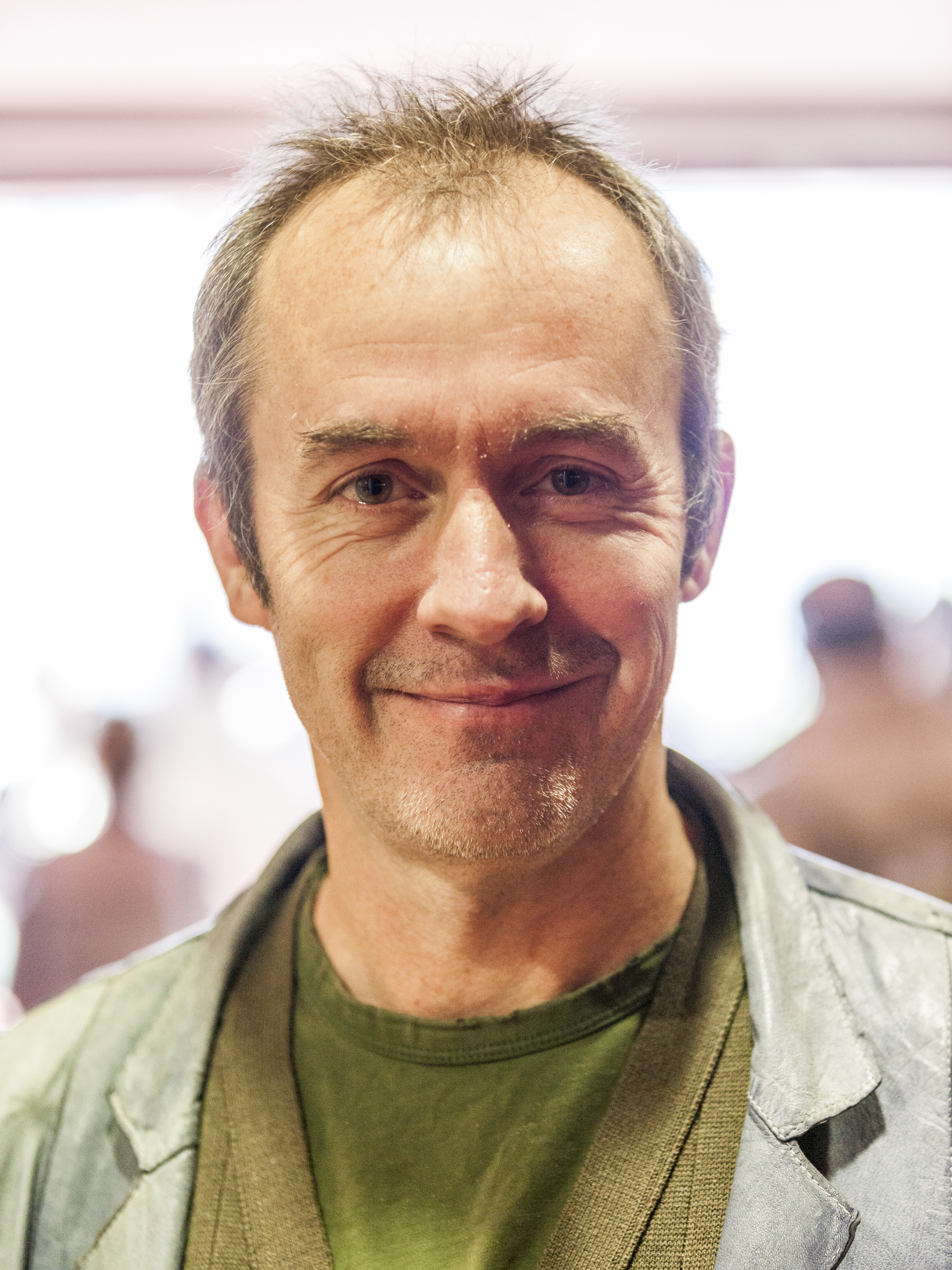
Stephen Dillane auf dem Dinard British Film Festival (2012)

Stephen Dillane (* 27. März 1957 in London, England) ist ein britischer Schauspieler und unter anderem BAFTA-Preisträger.

## Leben und Wirken
Stephen Dillane wurde im Londoner Stadtteil Kensington als Sohn von Bridget und John Dillane geboren. Sein Vater, ein Chirurg, stammte aus Australien, seine Mutter war eine gebürtige Engländerin. Dillane studierte zunächst an der University of Exeter Geschichte und Politik und arbeitete danach für kurze Zeit für den Croydon Advertiser als Journalist. Danach wandte er sich dem Schauspiel zu und studierte an der Bristol Old Vic Theatre School.
In den 90er Jahren wirkte er in mehreren Spielfilmproduktionen mit, machte aber vornehmlich durch seine Theaterrollen auf sich aufmerksam, wie zum Beispiel als Hamlet (1994) unter der Regie von Peter Hall. Bereits 1990 hatte er in Franco Zeffirellis Hamlet den Horatio gespielt. Preisgekrönt auch seine Rolle als Henry in Tom Stoppards The real thing, für die er mit dem Evening Standard Award (London), dem Variety Club Showbusiness Award (London), dem Drama Desk Award (Broadway) und dem New Yorker Tony Award ausgezeichnet wurde.
2004 bis 2005 tourte er weltweit (Los Angeles, London, Sydney) mit einer Solo-Produktion von Macbeth. Im November und Dezember 2006 stand er wieder auf der Bühne des Londoner Royal Court Theatre in der Uraufführung des neuen Stücks von Caryl Churchill Drunk enough to say I love you?.

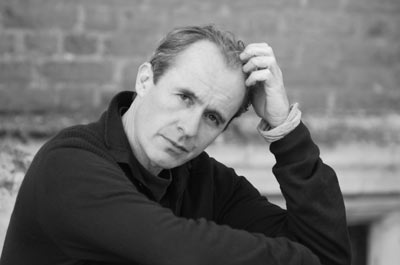
Stephen Dillane (2009)

Fugitive Pieces, die Verfilmung des Romans Fluchtstücke von Anne Michaels, eröffnete im September 2007 das Toronto International Film Festival. John Adams wurde im März bis April 2008 vom US-amerikanischen Fernsehsender HBO ausgestrahlt. God on Trial ist eine BBC Scotland Produktion, die Ende 2008 im britischen Fernsehen und im Mai 2009 auf dem Jüdischen Film Festival in Berlin gezeigt wurde. Für die Rolle des Vaters Anthony Hurdall in The Shooting of Thomas Hurndall erhielt Dillane im April 2009 den British Academy Television Award in der Kategorie: Bester Schauspieler. Größere Bekanntheit erlangte er durch sein Mitwirken in der preisgekrönten Serie Game of Thrones (2012–2015), in der er Stannis Baratheon bis zum Ende der fünften Staffel spielte.
Dillane hat zwei Söhne und er lebt in Sussex mit seiner Ehefrau, einer Theaterschauspielerin und Leiterin einer Theatertruppe. Einer seiner Söhne, Frank Dillane (* 1991), spielte in der Verfilmung von J. K. Rowlings Roman Harry Potter und der Halbblutprinz (2009) die Rolle des Tom Riddle als Schüler in Hogwarts. Stephen Dillanes jüngerer Bruder Richard Dillane ist ebenfalls Schauspieler.

## Filmografie
- 1988: Letzter Ausweg: Affäre (An Affair in Mind)
- 1990: Hamlet
- 1990: Heading Home
- 1993: Der blutige Weg zur Macht (Potere e conflitto)
- 1996: Gestohlene Herzen (Two If by Sea)
- 1997: Welcome to Sarajevo
- 1997: Déjà Vu
- 1997: Verborgenes Feuer (Firelight)
- 1998: Liebe und Leidenschaft (Love and Rage)
- 1999: The Darkest Light
- 2000: Ein ganz gewöhnlicher Dieb – Ordinary Decent Criminal (Ordinary Decent Criminal)
- 2001: Spy Game – Der finale Countdown (Spy Game)
- 2001: Das B-Team: Beschränkt und auf Bewährung (The Parole Officer)
- 2002: The Gathering
- 2002: The Hours – Von Ewigkeit zu Ewigkeit (The Hours)
- 2002: The Truth About Charlie
- 2004: King Arthur
- 2004: Haven
- 2005: Goal!
- 2005: Nine Lives
- 2005: Das größte Spiel seines Lebens (The Greatest Game Ever Played)
- 2006: Goal! II (Goal II – Living the Dream)
- 2006: Klimt
- 2007: Wilde Unschuld (Savage Grace)
- 2007: Fugitive Pieces
- 2008: God on Trial
- 2008: John Adams – Freiheit für Amerika (John Adams, Miniserie)
- 2008: The Shooting of Thomas Hurndall (Fernsehfilm)
- 2009: Sturm (Storm)
- 2009: 44 Inch Chest – Mehr Platz braucht Rache nicht (44 Inch Chest)
- 2010: Agatha Christie’s Marple – Die Memoiren des Grafen (The Secret of Chimneys, Fernsehfilm)
- 2011: Perfect Sense
- 2012: Hunted – Vertraue niemandem (Hunted, Fernsehserie, 8 Episoden)
- 2012: Secret State (Fernsehserie, 4 Episoden)
- 2012: Zero Dark Thirty
- 2012: Papadopoulos & Söhne (Papadopoulos & Sons)
- 2012–2015: Game of Thrones (Fernsehserie, 24 Episoden)
- 2013–2017: The Tunnel – Mord kennt keine Grenzen (Fernsehserie, 24 Episoden)
- 2016: The Crown (Fernsehserie, Episode 1x09)
- 2017: Mary Shelley
- 2017: Die dunkelste Stunde (Darkest Hour)
- 2018: Outlaw King
- 2019: The Professor and the Madman
- 2020–2024: Alex Rider (Fernsehserie, 23 Episoden)
- 2021: Vigil – Tod auf hoher See
- 2024: The Outrun